# Lucius Aurelius Gallus
Lucius Aurelius Gallus est un sénateur romain, qui occupe une série de nominations au cours de la première moitié du IIe siècle apr. J.-C. Un diplôme militaire retrouvé au Maroc atteste qu'il est consul le 18 août pour une des années entre 129 et 132 comme collègue de ...cus Priscus. Gallus est entièrement connu par des inscriptions.

## Biographie
Les origines d'Aurelius Gallus sont énigmatiques. Hans-Georg Pflaum suppose que son grand-père est peut-être l'un des signataires d'une promulgation de Lucius Helvius Agrippa, proconsul de Sardaigne, datée du 18 mars 69.
Une inscription de la base d'une statue, érigée par un certain Marcus Aemilius Alcima à Rome, qui se décrit comme l'amicus de Gallus mais qui est par ailleurs inconnu, nous fournit les détails de son cursus honorum ;  bien que l'inscription soit connue depuis des années, en raison de l'incertitude si elle lui appartenait, ou à l'un de ses trois descendants homonymes, ce n'est que dans un article de Pflaum qu'il a été correctement identifié comme le sujet de l'inscription. La première fonction de Gallus est questeur, qu'il a fait dans la province de l'Asie ; à l'issue de cette magistrature républicaine traditionnelle, il est inscrit au Sénat. Deux autres magistratures républicaines traditionnelles suivent : tribun plébéien et préteur.
À la fin de son mandat de préteur, Gallus est choisi comme légat ou assistant du gouverneur proconsulaire d'Afrique. De retour à Rome, il est nommé conservateur d'un réseau de routes en Étrurie : la Via Clodia, Annia, Cassia, Cimina et la Via Nova Trajana ; Pflaum date sa curatelle de ces routes aux années 117-120. À la suite de cela, Gallus est nommé légat ou commandant de la Legio III Gallica stationnée à Raphaneae en Syrie. Il retourne à Rome, où le tirage au sort lui attribue la province publique de Gallia Narbonensis à gouverner ; Werner Eck attribue le terme 124/125 à son mandat dans cette province. Gallus reçoit deux autres nominations à Rome : la première est prefectus frumenti dandi, ou surveillant de la distribution du blé aux citoyens de Rome ; il est ensuite préfet de l' aerarium Saturni, ou du trésor public, où il est le collègue de Marcus Acilius Priscus Egrilius Plarianus. À ce stade, l'historienne Mireille Corbier commente : « La préfecture de l'aérarium Saturni est l'aboutissement d'une longue lignée de postes prétoriens qui ont conduit notre sénateur aux quatre coins de l'empire, et le consulat est l'aboutissement normal d'un travail bien mené, mais sans inspiration. »
Son consulat suit peu de temps après ce dernier rendez-vous ; Corbier suggère que Gallus est dans la cinquantaine lorsqu'il a accédé à ce poste. Les détails de la vie de Gallus après le consulat n'ont pas été identifiés.

## Famille
Comme Gallus était un homo novus, c'est-à-dire le premier de sa famille à être consul, on ne connaît de son père que le praenomen de sa filiation : Lucius. Bien que le nom de sa femme ne nous soit pas parvenu, un fils lui a été identifié, Lucius Aurelius Gallus, consul en 146.